# Hélio Gomes
Hélio Gomes (ur. 27 grudnia 1984) – portugalski lekkoatleta specjalizujący się w biegach średniodystansowych.
W 2003 startował na mistrzostwach Europy juniorów w Tampere. Dziesiąty zawodnik w biegu na 1500 metrów podczas uniwersjady w Belgradzie (2009). W tym samym roku zdobył srebro igrzysk Luzofonii. W 2012 zajął 4. miejsce na 1500 metrów podczas mistrzostw Europy w Helsinkach. Szósty zawodnik halowych mistrzostw Starego Kontynentu z 2013. Uczestnik mistrzostw Europy w Amsterdamie (2016), odpadając w eliminacjach.
Wielokrotny medalista mistrzostw Portugalii oraz reprezentant kraju na drużynowych mistrzostwach Europy i w meczach międzypaństwowych.

## Osiągnięcia
| Rok  | Impreza                              | Miejsce   | Konkurencja         | Pozycja     | Wynik   |
| ---- | ------------------------------------ | --------- | ------------------- | ----------- | ------- |
| 2003 | Mistrzostwa Europy juniorów          | Tampere   | bieg na 800 metrów  | eliminacje  | 1:54,36 |
| 2009 | Uniwersjada                          | Belgrad   | bieg na 1500 metrów | 10. miejsce | 3:45,48 |
| 2009 | Igrzyska Luzofonii                   | Lizbona   | bieg na 1500 metrów | 2. miejsce  | 3:48,91 |
| 2010 | I liga drużynowych mistrzostw Europy | Budapeszt | bieg na 1500 metrów | 5. miejsce  | 3:43,98 |
| 2011 | Halowe mistrzostwa Europy            | Paryż     | bieg na 1500 metrów | eliminacje  | 3:49,22 |
| 2012 | Mistrzostwa Europy                   | Helsinki  | bieg na 1500 metrów | 4. miejsce  | 3:46,50 |
| 2013 | Halowe mistrzostwa Europy            | Göteborg  | bieg na 1500 metrów | 6. miejsce  | 3:39,46 |
| 2013 | I liga drużynowych mistrzostw Europy | Dublin    | bieg na 1500 metrów | 3. miejsce  | 3:46,96 |
| 2015 | I liga drużynowych mistrzostw Europy | Heraklion | bieg na 3000 metrów | 4. miejsce  | 8:12,88 |
| 2015 | Mistrzostwa świata                   | Pekin     | bieg na 1500 metrów | eliminacje  | 3:46,32 |
| 2016 | Mistrzostwa Europy                   | Amsterdam | bieg na 1500 metrów | eliminacje  | 3:46,66 |

## Rekordy życiowe
- Bieg na 800 metrów (stadion) – 1:49,52 (2012)
- Bieg na 800 metrów (hala) – 1:49,38 (2003)
- Bieg na 1500 metrów (stadion) – 3:37,50 (2013)
- Bieg na 1500 metrów (hala) – 3:39,46 (2013)